# Выборы народных депутатов СССР (1989)
Выборы народных депутатов СССР 1989 года — первые частично свободные выборы высшего органа власти в СССР – Съезда народных депутатов СССР, проведённые в соответствии с Законом СССР «О выборах народных депутатов СССР», принятым 1 декабря 1988 года.

## Процедура

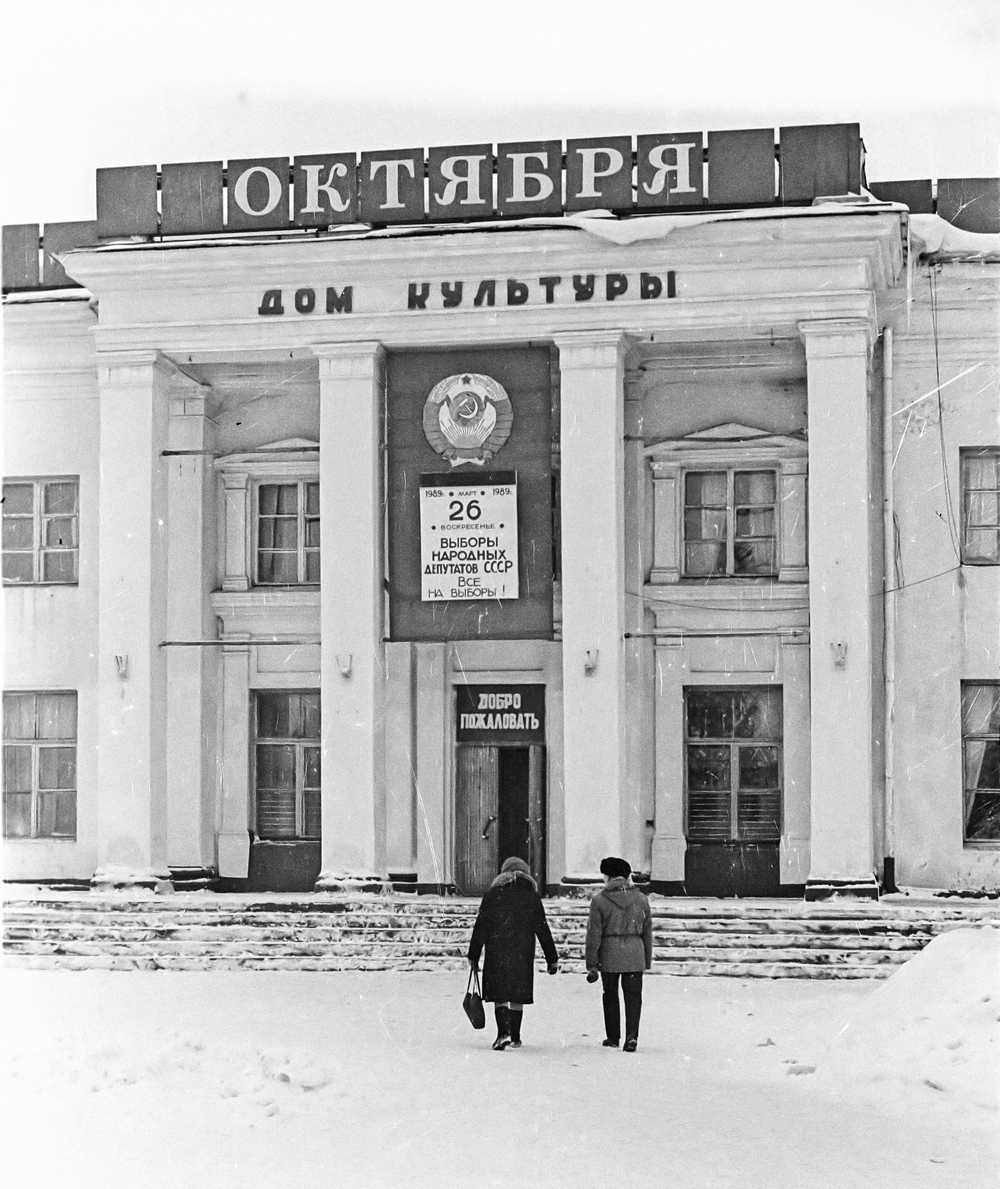
Выборы народных депутатов происходили во всех городах и сёлах, избирательные участки были организованы в домах культуры и школах

Депутаты избирались в следующем порядке.
- 750 депутатов от национально-территориальных избирательных округов,
- 750 депутатов от территориальных округов (с равной численностью избирателей),
- 750 депутатов от общесоюзных общественных организаций по нормам, установленным Законом «О выборах народных депутатов СССР» 1988 года, распределённых следующим образом:

100 депутатов от Коммунистической партии Советского Союза; (выдвижение состоялось в январе 1989, голосование на пленуме в марте 1989 года);
100 депутатов от профессиональных союзов;
75 депутатов от Всесоюзного ленинского коммунистического союза молодёжи;
75 депутатов от женских советов, объединяемых Комитетом советских женщин;
75 депутатов от Всесоюзной организации ветеранов войны и труда;
100 депутатов от кооперативных организаций, в том числе:
58 депутатов от колхозов, объединяемых Союзным советом колхозов,
40 депутатов от потребительской кооперации СССР,
2 депутата от Всесоюзного объединения рыболовецких колхозов;
75 депутатов от научных обществ, в том числе:
20 депутатов от Академии наук СССР,
10 депутатов от научных обществ и ассоциаций при Академии наук СССР,
10 депутатов от Всесоюзной академии сельскохозяйственных наук им. В. И. Ленина,
10 депутатов от Союза научных и инженерных обществ СССР,
10 депутатов от Академии медицинских наук совместно с 40 научными медицинскими обществами,
5 депутатов от Академии педагогических наук СССР совместно с Советской ассоциацией педагогов-исследователей,
5 депутатов от Академии художеств СССР,
5 депутатов от Всесоюзного общества изобретателей и рационализаторов;
75 депутатов от творческих союзов, в том числе:
10 депутатов от Союза архитекторов СССР,
10 депутатов от Союза журналистов СССР,
10 депутатов от Союза кинематографистов СССР,
10 депутатов от Союза писателей СССР,
10 депутатов от Союза театральных деятелей СССР,
10 депутатов от Союза художников СССР,
10 депутатов от Союза композиторов СССР,
5 депутатов от Союза дизайнеров СССР;
75 депутатов от других общественных организаций, имеющих общесоюзные органы, в том числе:
15 депутатов от Всесоюзного добровольного общества содействия армии, авиации и флоту (ДОСААФ СССР),
10 депутатов от Союза обществ Красного Креста и Красного Полумесяца СССР,
10 депутатов от Всесоюзного общества «Знание» (первоначально выдвинуто 62 человека, в марте избраны 10 человек),
7 депутатов от Советского фонда мира совместно с 8 советскими комитетами, выступающими за мир, солидарность и международное сотрудничество,
5 депутатов от Движения за мир, объединённого Советским комитетом защиты мира, совместно с Ассоциацией содействия Организации Объединённых наций в СССР,
5 депутатов от Советского детского фонда им. В. И. Ленина,
5 депутатов от Советского фонда культуры,
5 депутатов от Советского фонда милосердия и здоровья,
5 депутатов от Союза советских обществ дружбы и культурной связи с зарубежными странами и Советского общества по культурным связям с соотечественниками за рубежом (общество «Родина»),
3 депутата от общественных спортивных организаций СССР (1 Динамо, 1 ЦСКА, 1 Профсоюзы)
1 депутат от Всесоюзного добровольного общества любителей книги,
1 депутат от Всесоюзного музыкального общества,
1 депутат от Всесоюзного общества борьбы за трезвость,
1 депутат от Всесоюзного общества филателистов,
1 депутат от Общества друзей кино СССР.
Всего необходимо было избрать 2250 депутатов.
Некоторые организации, не являвшиеся общесоюзными (Ассоциация кооперативов «Россия», Межрегиональная кооперативная федерация и Координационно-методический совет Движения дружин по охране природы), не были допущены к формированию групп народных депутатов).

## Ход выборов
Первоначально на 1500 мест выдвинут 7531 кандидат.
Общие выборы проходили 26 марта 1989 с 7 до 20 часов по местному времени, повторное голосование — 9 апреля. Повторные выборы проходили 14 мая, повторное голосование на повторных выборах — с 18 по 21 мая. Голосование в общественных организациях проходило с 11 по 23 марта (в нескольких организациях в апреле проводились повторные выборы).
Выборы были в основном альтернативными (безальтернативными были только 399 округов из 1500), конкурентными (кандидаты имели возможность выступать перед избирателями со своими программами, в том числе в прямом эфире по телевидению), было обеспечено тайное голосование. Отменялись всякие разнарядки при выдвижении кандидатур в депутаты (ранее соблюдалось пропорциональное представительство всех классов). Вместе с тем обеспечивали сохранение власти в руках КПСС (одна треть депутатов съезда избиралась от общественных организаций — КПСС и подконтрольных ей, предусматривалось совмещение постов председателей Советов всех уровней и соответствующих партийных руководителей, при условии избрания их в эти советы).
Уже на этапе формирования избирательных округов имели место нарушения статьи 17 закона «О выборах народных депутатов СССР», требовавшей образования национально-территориальных округов с равной численностью избирателей. На неправомочность избранных таким образом депутатов указал Виктор Алкснис в заявлении Мандатной комиссии съезда до начала его работы. Так, в сельских районах Латвийской ССР были созданы округа, отличавшиеся по численности от городских в четыре раза — от 28,8 тысячи человек (308-й округ) до 127,3 тысячи человек (290-й округ). Арифметически средняя численность избирательного округа в республике должна была составлять около 62 тыс. человек. Таким образом, искусственно были ограничены права горожан избрать своих депутатов, а большинство в латвийской делегации получили депутаты, избранные от маленьких сельских округов: из 11 членов думы Народного фронта Латвии, избранных народными депутатами СССР, 10 баллотировались по этим округам. Однако на это заявление Алксниса не последовало реакции ни со стороны мандатной комиссии, ни со стороны Прокуратуры СССР, куда Алкснис также обращался.
На съезде Алксниса поддержал депутат Мамедов, который обратил внимание на непропорциональное представительство делегатов от Прибалтики в составе съезда: доля населения региона в населении СССР составляла только 2,1%, а среди депутатов представителей региона оказалось 7%.

## Результаты
Среди народных депутатов было 1957 (87 %) членов и кандидатов в члены КПСС и 292 (13 %) беспартийных. Женщин-депутатов было избрано 352 (15,7 %).
Среди избранных народными депутатами было:
- 237 партийных работников (10,5 %)
- 157 советских работников (6,7 %)
- 95 профсоюзных работников (4,2 %)
- 80 военнослужащих (3,6 %)
- 7 религиозных деятелей (0,3 %).

## Мнения
Много позже я понял, почему Горбачёв пошёл на такую сложную и совершенно недемократическую систему выборов. Хорошо и надёжно отлаженный поколениями партийной селекции аппарат при прямых, равных и тайных выборах не оставил бы демократам ни шанса на победу. ❬…❭ Известные всей стране люди — Андрей Сахаров, Дмитрий Лихачёв, Алесь Адамович, Егор Яковлев, Гавриил Попов и многие другие попали в парламент лишь благодаря такой недемократичности избирательной системы.
— Собчак А. Хождение во власть: Рассказ о рождении парламента. — М.: Новости, 1991.